# Pozitronový muž
Pozitronový muž (původně The Positronic Man) je román Isaaca Asimova a Roberta Silverberga z roku 1992, napsaný na základě Asimovovy novely Dvěstěletý člověk (původně The Bicentennial Man).
Vypráví o robotovi, který začne vykazovat vlastnosti typické pro lidi (jako je např. tvořivost) a nakonec je oficiálně prohlášen za lidskou bytost.
Film Andrew – člen naší rodiny (anglicky Bicentennial Man) byl natočen na základě obou děl, originálního příběhu i románu.

## Děj
Ve 21. století vede stvoření umělého mozku k rozvoji pracovních robotů a k revoluci života na Zemi. Avšak pro rodinu Martinových je jejich domácí robot NDR-113 více než mechanickým sluhou. „Andrew“ se stal důvěryhodným přítelem a členem Martinovy rodiny.
Příběh je vyprávěn z pohledu Andrewa (později známého jako Andrew Martin), robota NDR-série ve vlastnictví rodiny Martinů, což je odklon od obvyklé praxe společnosti U.S. Robots and Mechanical Men roboty pronajímat.
Andrewova zkušenost s rodinou Martinů je zpočátku plná trapných okamžiků, které dokazují jeho nedostatek v sociálním chování. Nicméně jeho interakce s neživými předměty a zvířaty je mnohem lepší a brzy začne vykazovat vlastnosti vnímání, jako je tvořivost emoce nebo sebeuvědomění, typické pro lidi. Je zbaven svých povinností v domácnosti, pro které byl původně určen, a ponechán zabývat se svou kreativní tvorbou, díky níž přijde k bohatství prodejem svých výtvorů.
Andrew usiluje o právní ochranu vyplývající z jeho tvůrčí tvorby a jeho případné plné uznání jako člověka tím, že postupně nahrazuje robotické součásti umělými orgány, představující proces jeho transformace z robota na člověka. Následné generace Martinovy rodiny mu pomáhají v jeho hledání lidskosti, ale každý z nich je omezen do té míry, do jaké jsou připraveni vzít na vědomí Andrewovo lidství.
V Pozitronovém muži jsou sklony k fiktivní robotice v Asimovově Sérii o robotech (jak je uvedeno v knize Já, Robot) vylíčeny na pozadí událostí s uvedením, že jsou ovlivněny Andrewovým příběhem. Příběhy dalších robotů nejsou v knize rozvinuty. V příběhu se rovněž objevuje sklon k centralizovanému řízení, včetně centralizované kontroly robotů, které by zabránilo rozvoji dalším sebe-reflexním robotům jako je Andrew.
Pouze tehdy, když Andrew umožní „úpadek“ svého umělého mozku, čímž úmyslně upustí od své nesmrtelnosti, je prohlášen za lidskou bytost. Tato událost, konající se na dvou sté výročí jeho vzniku, dala název novele i filmu.

## Universum série Nadace
Tento příběh je zasazen do univerza Asimovovy série Nadace, která také zahrnuje jeho dřívější robotí příběhy Susan Calvinové. Je zasazen řadu staletí před událostmi jeho novely Matka Země a románu Ocelové jeskyně, v němž se Intermitentní planety mají ještě obrátit proti lidem ze Země, a v němž je společnost U.S. Robots stále ještě aktivní.